# Arctia britannica
Arctia britannica là một loài bướm đêm thuộc phân họ Arctiinae, họ Erebidae.